# ヨーロッパ景観条約
ヨーロッパ景観条約（ヨーロッパけいかんじょうやく、英語: European Landscape Convention）は2000年に成立した条約であり、ヨーロッパ全土のあらゆる景観を保全、整備の対象としたものである。ヨーロッパで締結された初めての景観に関する国際条約とされており、欧州評議会によって採択が提唱された。

## 概要
ヨーロッパ景観条約は2000年10月にイタリアのフィレンツェにて採択された。従来、ヨーロッパにおいては自然生息地や景勝地、文化遺産など特別に価値を認められたもののみを保護の対象としていたが、この条約では景観を「人間と自然の相互作用によって形成された地域」と捉え、ヨーロッパ全土のあらゆる景観を対象としている。
同条約は調印各国に対し、景観の位置づけを法的に定めることに加えて、景観の保護・管理・整備に向けた独自の政策を策定し、実施することを義務づけている。また、景観の保全、整備をすべての市民にとっての権利であり、義務であるとしている。
「保護」「マネジメント」「プランニング」を三大原則として掲げている。

## 理念
景観の基本理念として革新的な点は以下の3点である。
1. ヨーロッパの景観すべてを対象とする
2. 景観は住民にとっての公共財である
3. 景観は動態的であり、変化する

第一の理念に基づいて、これまで保護されてきた自然保護区や都市中心部の歴史地区に加えて農村、郊外、都市、さらには自然空間や水域などにおけるありふれた景観や荒廃した景観までその対象にしている。第二の理念によって、単に景観を保護するだけでなく、 都市計画の中に景観を考慮に入れることが求められる。また、第三の理念にあるように、ある時点での景観を維持して未来永劫引き継ぐわけではなく、社会・経済的な要請によって、改変を伴いながらも整備を進めていくことを前提としている。

## 批准国
2020年時点での条約批准国はアイスランド、アイルランド、アゼルバイジャン、アルメニア、アンドラ、イギリス、イタリア、ウクライナ、エストニア、オランダ、北マケドニア、キプロス、ギリシャ、クロアチア、サンマリノ、ジョージア、スイス、スウェーデン、スペイン、スロバキア、スロベニア、セルビア、チェコ、デンマーク、トルコ、ノルウェー、ハンガリー、フィンランド、フランス、ブルガリア、ベルギー、ポーランド、ボスニア・ヘルツェゴビナ、ポルトガル、モルドバ、モンテネグロ、ラトビア、リトアニア、ルーマニア、ルクセンブルクの40か国。マルタは条約に調印済みだが未批准。